# Parque nacional Kenting
El Parque nacional Kenting (en chino: 墾丁國家公園) es un parque nacional situado en la península de Hengchun del condado de Pingtung, Taiwán, que abarca los municipios de Hengchun, Checheng y Manzhou. Fundado el 1 de enero de 1984, es el parque más antiguo y el más austral de Taiwán, cubriendo el área más meridional de la isla, junto al canal de Bashi. Administrado por el Ministerio del Interior del Ejecutivo Yuan, este parque nacional es bien conocido por su clima y el sol tropical, y sus paisajes de montaña y playa. El festival de bandas de rock Primavera Scream se celebra en cada mes de marzo, y ha sido durante mucho tiempo uno de los lugares favoritos de resort para la mayoría de los visitantes en Taiwán.
El parque abarca unos 181 kilómetros cuadrados (70 millas cuadradas) de tierra, 152 kilómetros cuadrados (59 millas cuadradas) de mar, con un total de 333 kilómetros cuadrados (129 millas cuadradas). Está rodeado por el Océano Pacífico, el estrecho de Taiwán y el estrecho de Luzón. El parque se encuentra a 90 kilómetros (56 millas) de distancia de Kaohsiung, a 140 kilómetros (87 millas) de distancia de Tainan.